# Broindon
Broindon település Franciaországban, Côte-d’Or megyében. Lakosainak száma 197 fő (2022. január 1.). Broindon Barges, Épernay-sous-Gevrey, Savouges, Saint-Philibert, Gevrey-Chambertin, Gilly-lès-Cîteaux és Noiron-sous-Gevrey községekkel határos.

## Népesség
A település népességének változása:
| Lakosok száma | 41   | 62   | 71   | 74   | 158  | 189  | 207  | 198  | 194  | 197  |
|               | 1968 | 1982 | 1990 | 2006 | 2013 | 2015 | 2017 | 2019 | 2020 | 2022 |